# 高柴ダム
高柴ダム（たかしばダム）は、福島県いわき市、二級河川・鮫川水系鮫川に建設されたダム。高さ59.5メートルの重力式コンクリートダムで、洪水調節・工業用水を目的とする、福島県営の多目的ダムである。ダム湖（人造湖）の名はたかしば湖（たかしばこ）という。

## 概要
福島県鮫川水系ダム管理事務所が管理する県営ダムで、鮫川の治水といわき市南部の工業地帯への利水を目的とした特定多目的ダムであり、支流の四時川にある四時ダムと共に鮫川の治水に資している。1962年（昭和37年）3月竣工と福島県営ダムとしては最も古い。

## 歴史
鮫川では1937年（昭和12年）より内務省直轄として河水統制事業調査が実施され、助成工事として小名浜測候所の12時間雨量 (216.4mm) を計画量に採用した河川改修全体計画を定めた。その後第二次世界大戦などにより災害土木助成工事が一部竣工後中止され、1950年（昭和25年）に中小河川改修工事として再着工された際、災害土木助成工事で策定された前述の河川改修全体計画を踏襲することとした。しかし、1958年（昭和33年）9月15日から9月16日に発生した洪水（日雨量99.0m3/s）により、策定されていた計画洪水量を超える出水が発生したために、工事計画を見直す必要に迫られ、1961年（昭和36年）9月18日・9月19日（台風14号）以降に発生したいくつかの洪水の流量解析を行った。その結果、1961年の洪水量を対象とすると四時川合流点では、1941年の改修計画における河川疎通量2,300m3/sに対し2,850m3/s、山田川合流点では2,400m3/sに対し2,950m3/s、鮫川河口では2,450m3/sに対し3,000m3/sとそれぞれ550m3/sの疎通能力に対する洪水量の超過が既定計画洪水量に発生することが判明した。このため550m3/sの超過分を高柴ダム建設によって吸収し、河道改修計画を進めるに至り、1957年（昭和32年）4月着工され、1962年3月に竣工した。総事業費は11億9千万円。施工は清水建設。

## 高柴ダム発電所
高柴ダム発電所（たかしばダムはつでんしょ）は、高柴ダムに付随する水力発電所（貯水池容量に発電用水の配分はない）。1973年（昭和48年）、1979年（昭和54年）のオイルショックをきっかけとして石油代替エネルギーの確保が急務となったことから、高柴ダムの放水を有効利用するために計画され、1982年（昭和57年）4月に着工し、1985年（昭和60年）10月に完成し、11月より運転を開始した。総事業費は9億1252万5000円。有効落差31.3m、最大使用水量6.5m3/sによって最大出力1,600kW、年間848万1,000kWh（計画値）の電力を発生する。

## その他
ダム名称について
計画時のダム名称は「山田ダム」であった。これは当時建設予定地が地元住人に犬戻しと呼ばれるだけの特に地名の制定されていない山林地帯であったため、下流にある石城郡山田村（現在のいわき市勿来地区の一部）からとったものである。その後、右岸側の高柴山から「高柴ダム」と名づけたとされている。一方で、建設推進派の沢田源次県議が当時の福島県土木部長、高野太郎と建設省（現国土交通省）開発課、柴原孝太郎と当時の勿来市内の料亭で一席設けた際に両名の姓から一文字ずつ取り「高柴ダム」と名付け、後に山の名を高柴山と名づけた、との説もある。
ダム湖名について
1987年（昭和62年）に地元小学生からの公募により「たかしば湖」と命名された。